# Едвард Фельсенталь
Е́двард Фельсента́ль (англ. Edward Felsenthal; нар. 3 вересня 1966, Мемфіс, Теннесі, США) — американський журналіст, головний редактор журналу «Тайм» від вересня 2017 року.
Народився в єврейській родині 3 вересня 1966 року в Мемфісі, штат Теннесі. Навчався у школі при Мемфіському університеті. Закінчив Прінстонський університет (A.B., бакалавр), Гарвардську школу права (J.D., доктор) та Флетчерську школу права та дипломатії Університету Тафтса (M.A.L.D., магістр).
Розпочав кар'єру в журналі «Волл-стріт джорнел», де висвітлював події у Верховному суді США. Згодом призначений редактором відділу стилю життя. Засновник і редактор нового відділу «Особовий журнал», роботи якого двічі нагороджувалися Пулітцерівською премією. 
Після цього обіймав посади керівника відділу новин, голови цифрового варіанту «Волл-стріт джорнел» та з 2005 року — заступник головного редактора. 
2008 року разом із Тіною Браун запустив популярне видання «Дейлі біст» (англ. The Daily Beast).
2013 року перейшов до журналу «Тайм», де спочатку керував цифровими виданнями та новинним відділом. У 2016 році очолив 12 інтернет-платформ Time Inc. як директор «цифрової групи» корпорації.
У вересні 2017 року замінив Ненсі Гіббс на посаді головного редактора «Тайм», ставши 18-м керівником в історії одного із найбільших світових ЗМІ. У 2018 році став першим обіймачем нової посади «генеральний директор журналу».